# ケビン・ケルシー
ケビン・ヘスス・ケルシー・ヘネス（Kevin Jesús Kelsy Genez, 2004年7月27日 - ）は、ベネズエラ・カラボボ州バレンシア出身のプロサッカー選手。メジャーリーグサッカー・ポートランド・ティンバーズ所属。ポジションはフォワード。

## クラブ歴
2021年に国内リーグリーガFUTVEのミネロス・デ・グアヤナのトップチームに昇格。4月16日のモナガスSC戦でプロデビュー。2022年4月10日のアカデミア・プエルト・カベージョ戦でプロ初ゴールを記録。プロ2年目の同年シーズンは、24試合出場で5ゴールを決めた。
2022年末にカンペオナート・ウルグアージョのCAボストン・リーベルへの移籍が内定していたものの、2023年1月31日にFCシャフタール・ドネツクがケルシーと2027年までの契約を締結したことを発表。途中加入の2022-23シーズンは、2022年から続く2022年ロシアのウクライナ侵攻による不安定な情勢の中、初めての海外リーグで14試合出場で5ゴールを決めた。

## 代表歴
2023年にコロンビアで開催された南米ユース選手権に、U-20のベネズエラ代表で出場した。

## タイトル
シャフタール・ドネツク
- ウクライナ・プレミアリーグ (2): 2022-23, 2023-24
- ウクライナ・カップ (1): 2023-24